# Узкоколейные дрезины
Узкоколейная дрезина — самоходное средство рельсового транспорта с двигателем внутреннего сгорания, предназначенная для перевозки обслуживающего персонала и материалов к месту ремонта или строительства на железнодорожном участке узкой колеи.

## В России

### Грузовые и пожарные дрезины серий ГМД и ПМД
Производство грузовых и пожарных дрезин в промышленном объёме наладил завод им. Свердлова в городе Горьком с 1950 по 1955 год. Первые дрезины завода им. Свердлова получили обозначение ГМД1 (грузовая) и ПМД1 (пожарная). С 1952 года завод налаживает выпуск трёхосных дрезин ГМД2 и ПМД2, эти дрезины завод выпускает до 1955 года, после чего производство было передано на Демиховский машиностроительный завод. В 1956 году на ДМЗ была доработана конструкция мотодрезин и от горьковских дрезин они практически не отличались, за исключением немного изменившихся размеров, кабина получившая округлую заднюю стенку. Серийное производство было продолжено под тем же обозначением. Дрезины ГМД2 и ПМД2 завод выпускал до 1963 года. В 1960 году была выпущена опытная партия трёхосных мотодрезин с капотом и кабиной от автомобиля ГАЗ-51, мотодрезина получила обозначение ГМД-3. В 1962 году завод начинает выпускать двухосные грузовые дрезины ГМД4, а с 1965 пожарные ПМД3. Эти дрезины завод выпускал до 1974 года.

#### Пожарная моторная дрезина

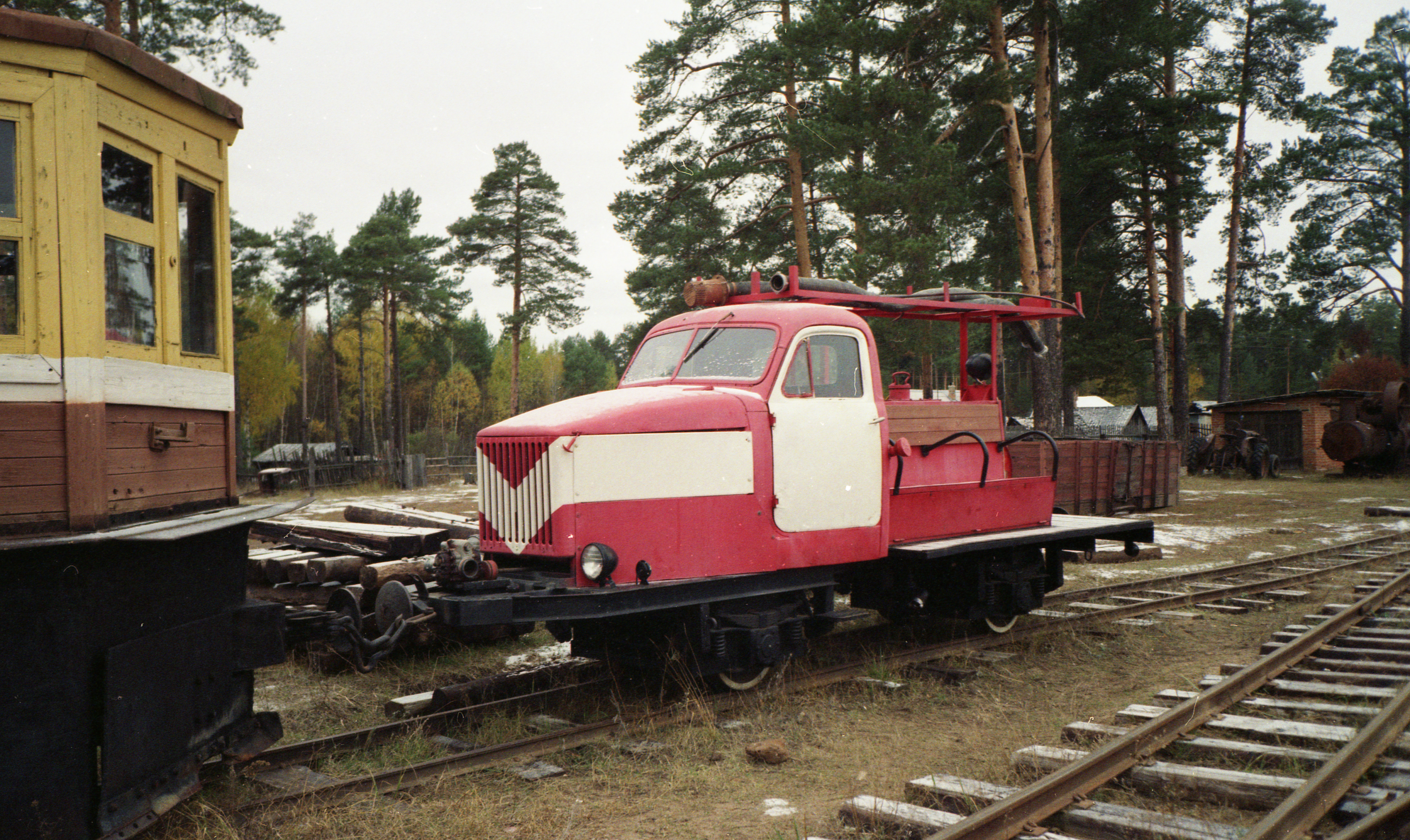
Пожарная мотодрезина ПМД-3

ПМД (Пожарная моторная дрезина) — для колеи 750 мм, предназначена для пожарной разведки, ликвидации небольших очагов возгорания, пожарные дрезины оборудуются местами для пожарной команды, насосными агрегатами, противопожарным инвентарём и ёмкостями для воды.

#### Грузовая моторная дрезина
ГМД (Грузовая моторная дрезина) — для колеи 750 мм, предназначены для перевозки навалочных и штучных грузов, не требующих защиты от атмосферных осадков. Доставки к месту работ материала, инструмента и рабочих.

### Пассажирские и санитарные автодрезины серий ПД и СМД

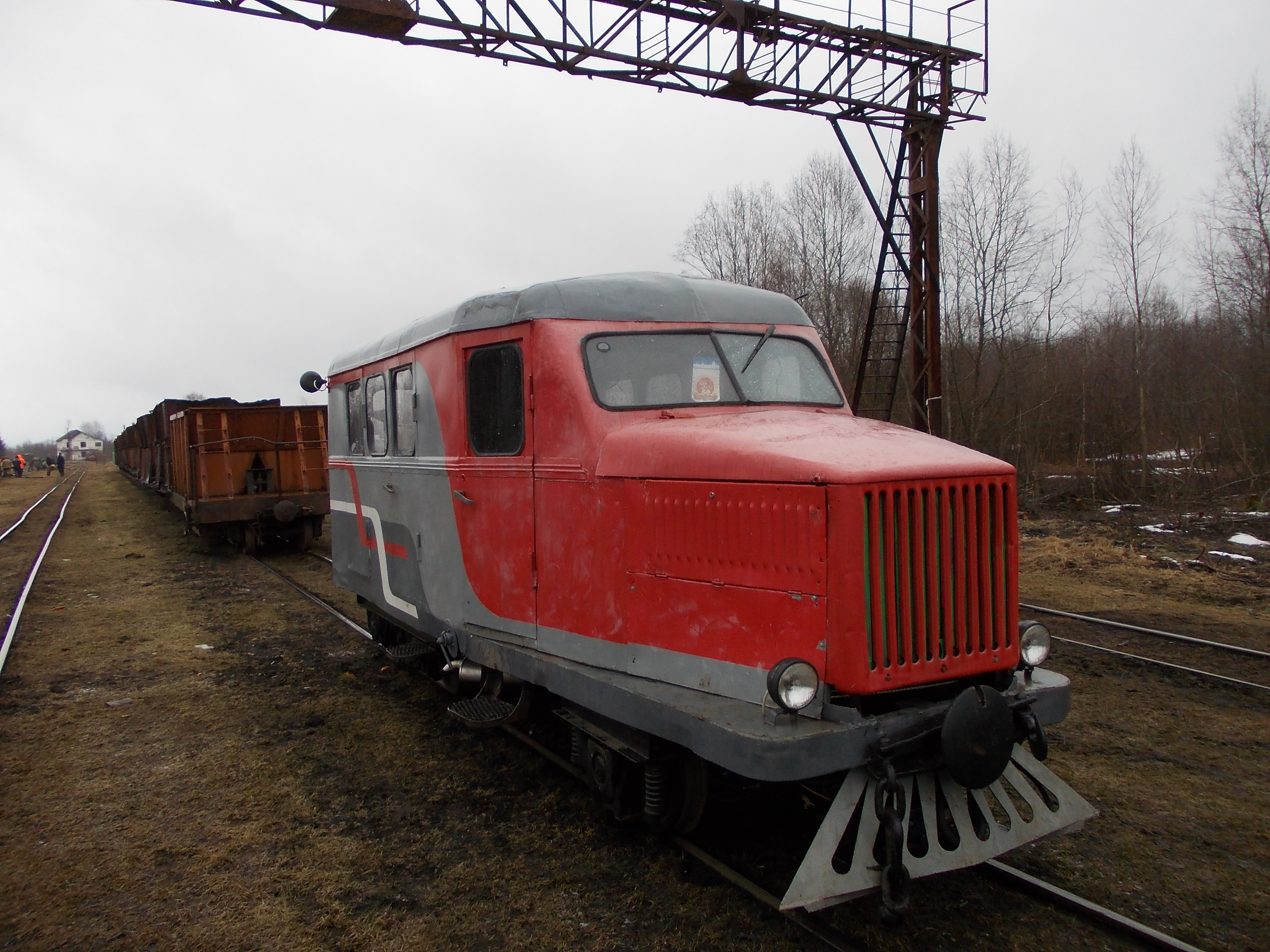
Дрезина ПД1-353 Тёсовской УЖД

Производство санитарных двухосных мотодрезин СМД1 в промышленном объёме наладил завод им. Свердлова в городе Горьком с 1951 по 1952 год. Завод им. Свердлова в 1953 году перешёл на выпуск пассажирских трёхосных дрезин ПД1, которые он выпускал до 1954 года, после чего производство было передано на ДМЗ. В 1956 году на Демиховском машиностроительном заводе было продолжено серийное производство под тем же обозначением ПД1 и санитарных трёхосных дрезин, которые тоже получили обозначение СМД1, эти дрезины завод выпускал до 1974 года. Для езды в обратном направлении автодрезины оснащались домкратом, расположенным по центру дрезины, домкрат вывешивал дрезину над рельсами, производился разворот вручную, после чего дрезину опускали на рельсы и ехали в обратном направлении.

#### Санитарная моторная дрезина

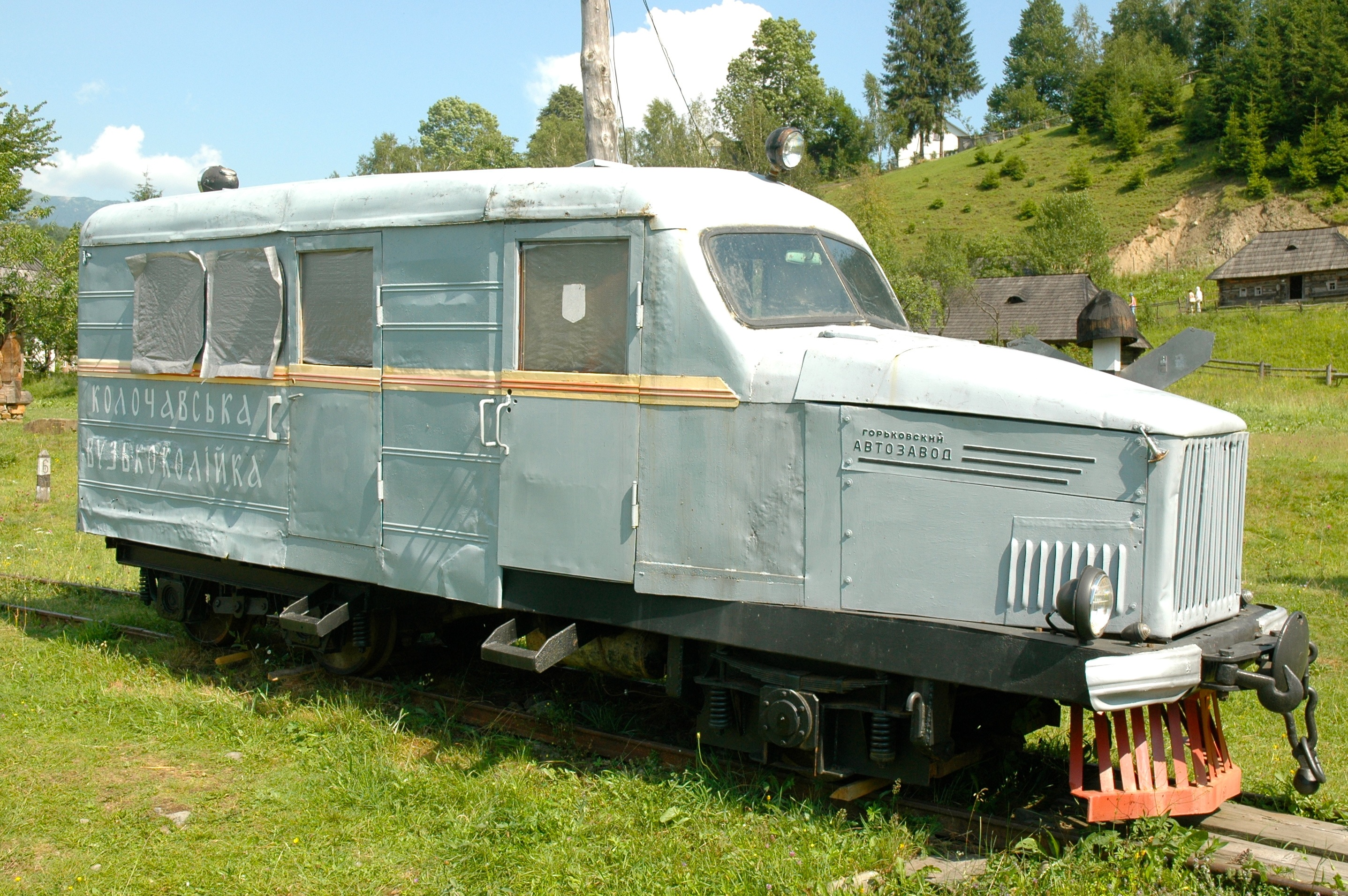
Санитарная мотодрезина СМД-1

СМД (Санитарная моторная дрезина) — для колеи 750 мм, предназначены для медицинских целей и оборудована местом для установки носилок и другим медицинским оборудованием.

#### Пассажирская автодрезина
ПД (Пассажирская автодрезина) — для колеи 750 мм, предназначены для инспекционных поездок и небольших пассажирских перевозок.

### Современное состояние
Список серийных мотодрезин, сохранившихся до наших дней на территории России:
ПД1:

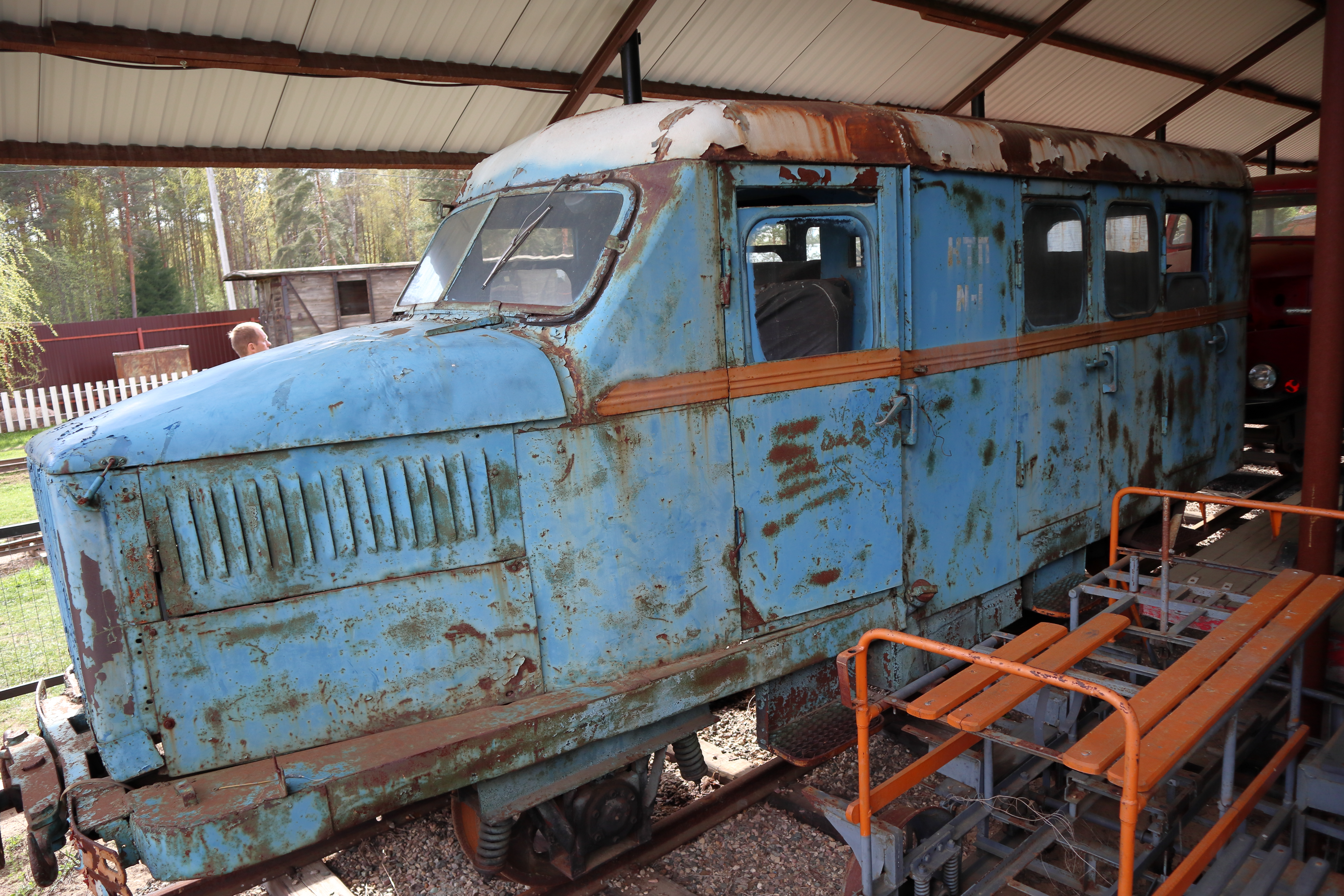
ПД1 в Переславском железнодорожном музее

- ПД1-000, Переславский железнодорожный музей
- ПД1-700, Алапаевская узкоколейная железная дорога
- ПД1-843, Узкоколейная железная дорога Васильевского торфопредприятия (передана в музей МСЖД в 2014 году.)[3]
- ПД1-781, Узкоколейная железная дорога Мокеиха-Зыбинского торфопредприятия
- ПД1-764, Узкоколейная железная дорога торфопредприятия ЗАО «ЭНБИМА Групп»
- ПД1-671, База запаса ЦМОЖД на ст. Шушары Окт.ж.д. (до 2015 г.), Малая Октябрьская детская железная дорога (с 2015 г.)
- ПД1, номер неизвестен (транспортировалась по документам списанной ПД1-353), Музей Тёсовской УЖД (восстановлена до работоспособного состояния, ранее работала на Репельской УЖД Волосовского ЛПХ)
- Грузовая дрезина на базе ПД1, Переславский железнодорожный музей

ПМД3:
- ПМД3-259, Переславский железнодорожный музей
- ПМД3-122, Узкоколейная железная дорога Пищальского торфопредприятия[4]
- ПМД3-405, Узкоколейная железная дорога Пищальского торфопредприятия
- ПМД3-156, Каринская узкоколейная железная дорога
- Грузовая дрезина на базе ПМД-3, Узкоколейная железная дорога Отворского торфопредприятия
- Пассажирская дрезина на базе ПМД-3, Узкоколейная железная дорога Мещерского торфопредприятия

ГМД4:
- ГМД4-000, Переславский железнодорожный музей[5]
- ГМД4 с кабиной от ГАЗ-53, Апшеронская узкоколейная железная дорога

СМД1
- СМД1 с переделанной кабиной, Алапаевская узкоколейная железная дорога

### Фотогалерея

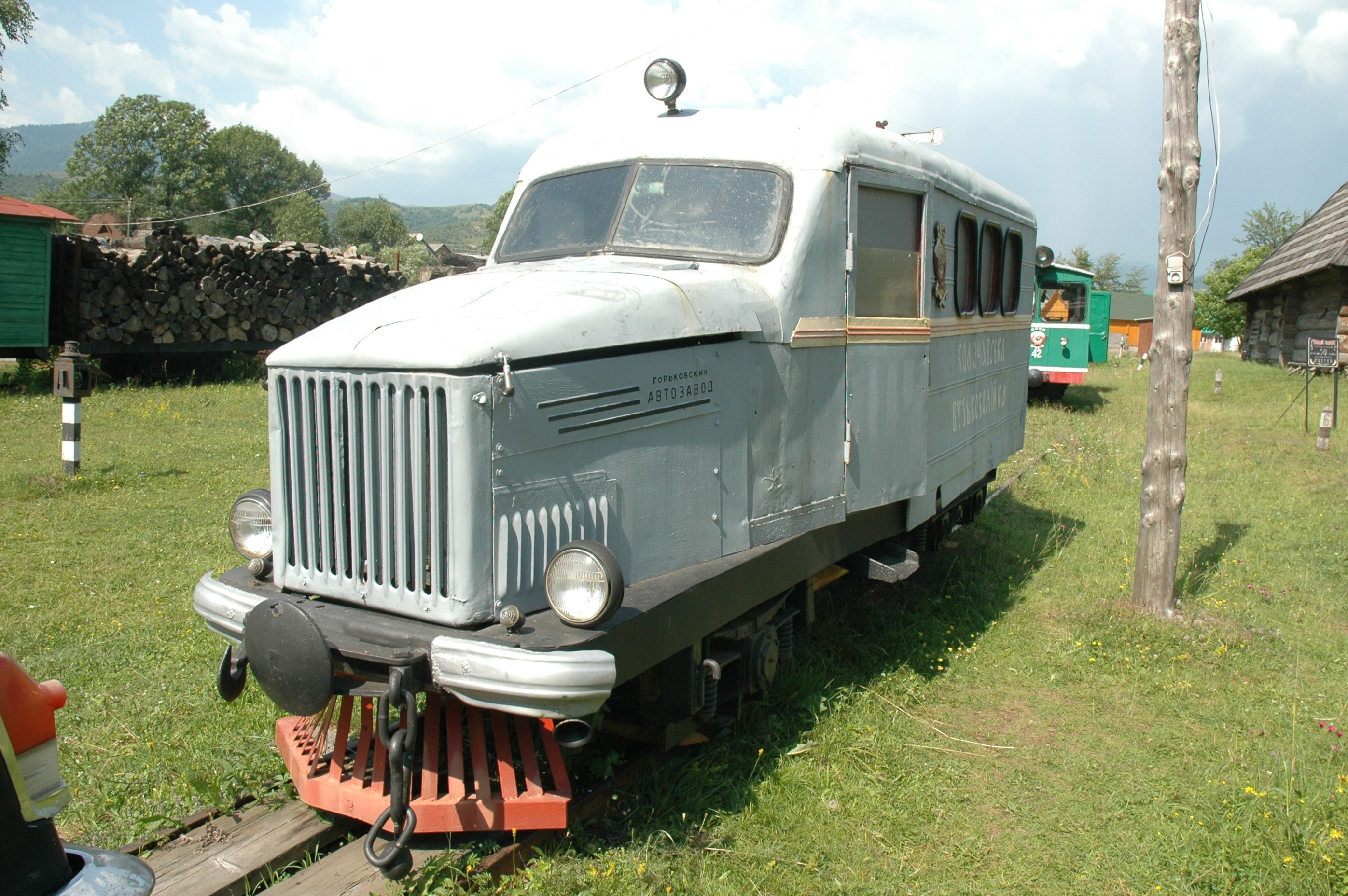
Санитарная мотодрезина СМД-1
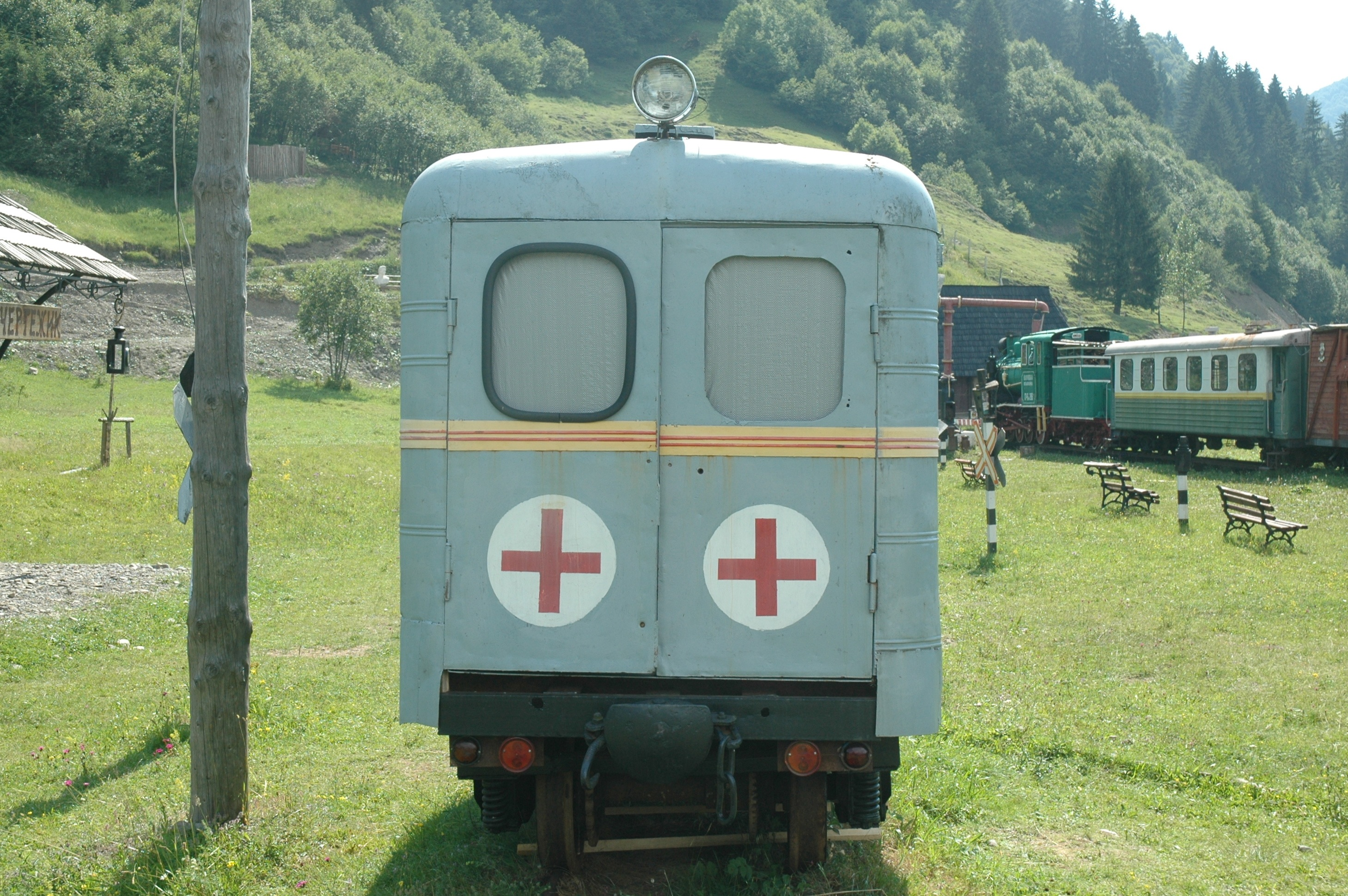
Санитарная мотодрезина СМД-1
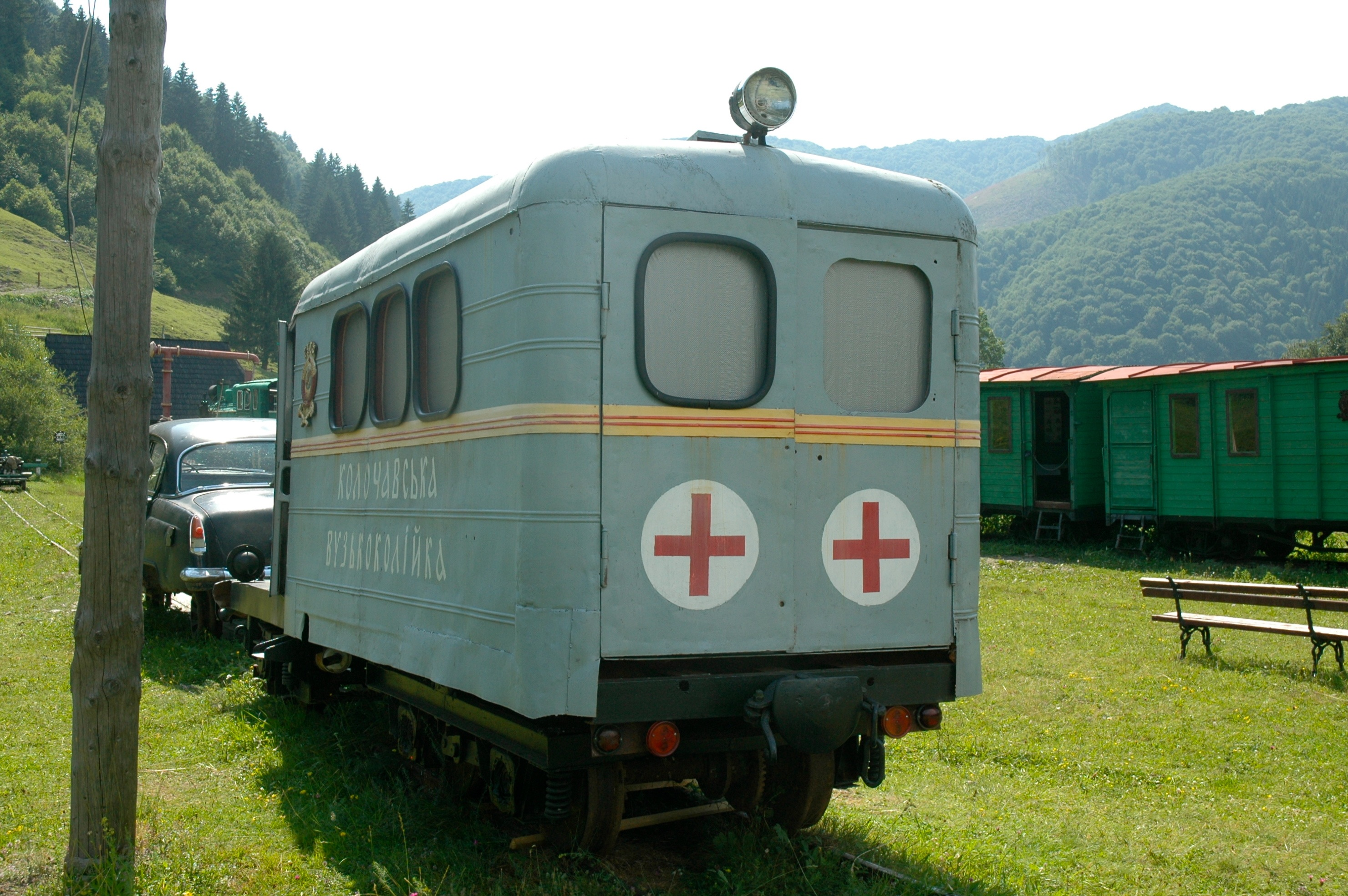
Санитарная мотодрезина СМД-1